# DJI Phantom
DJI Phantom (精灵) — серія квадрокоптерів фірми DJI аматорського рівня. Отримали свою популярність завдяки відносно низькій вартості і зручності управління. Передача зображення з бортової камери на мобільний пристрій користувача здійснюється за допомогою Wi-Fi або власної технології Lightbridge.
Phantom призначений для аматорської фото - та відеозйомки, але також часто використовується для розважальних цілей.

## Особливості
Кожна нова версія дрона має все більший функціонал. При цьому управління достатньо просте навіть для пілотів початківців.
| Модель                          | Phantom 1  | Phantom 2  | Phantom 2 Vision | Phantom 2 Vision+ | Phantom FC40 | Phantom 3 Standard | Phantom 3 4K | Phantom 3 Advanced | Phantom 3 Professional | Phantom 4 | Phantom 4 Pro |
| ------------------------------- | ---------- | ---------- | ---------------- | ----------------- | ------------ | ------------------ | ------------ | ------------------ | ---------------------- | --------- | ------------- |
| Діаметр (см)                    | 35         | 35         | 35               | 35                | 35           | 35                 | 35           | 35                 | 35                     | 35        | 35            |
| Висота (см)                     | 19         | 19         | 19               | 19                | 19           | 19                 | 19           | 19                 | 19                     | 19        | 19            |
| Потужність (Вт)                 | 3,12       | —          | —                | —                 | 3,12         | —                  | —            | —                  | —                      | —         | —             |
| Злітна масса (г)                | < 1200     | < 1300     | 1180             | 1284              | 1200         | 1216               | 1280         | 1280               | 1280                   | 1380      | 1388          |
| Макс. швидкість (м/с)           | 10         | 15         | 15               | 15                | 10           | 16                 | 16           | 16                 | 16                     | 20        | 20            |
| Тривалість польоту (хв)         | —          | 25         | 25               | 25                | 10           | 25                 | 25           | 23                 | 23                     | 28        | 30            |
| Швидкість зльоту/зниження (м/с) | 6          | 6/2        | 6/2              | 6/2               | 6            | 5/3                | 5/3          | 5/3                | 5/3                    | 6/4       | 6/4           |
| Роб. температура (°C)           | - 10 до 50 | - 10 до 50 | —                | —                 | - 10 до 50   | 0 до 40            | 0 до 40      | 0 до 40            | 0 до 40                | 0 до 40   | 0 до 40       |
| Макс. висота (м)                |            |            |                  |                   |              | 6000               | 6000         | 6000               | 6000                   | 6000      | 6000          |

## Phantom 1

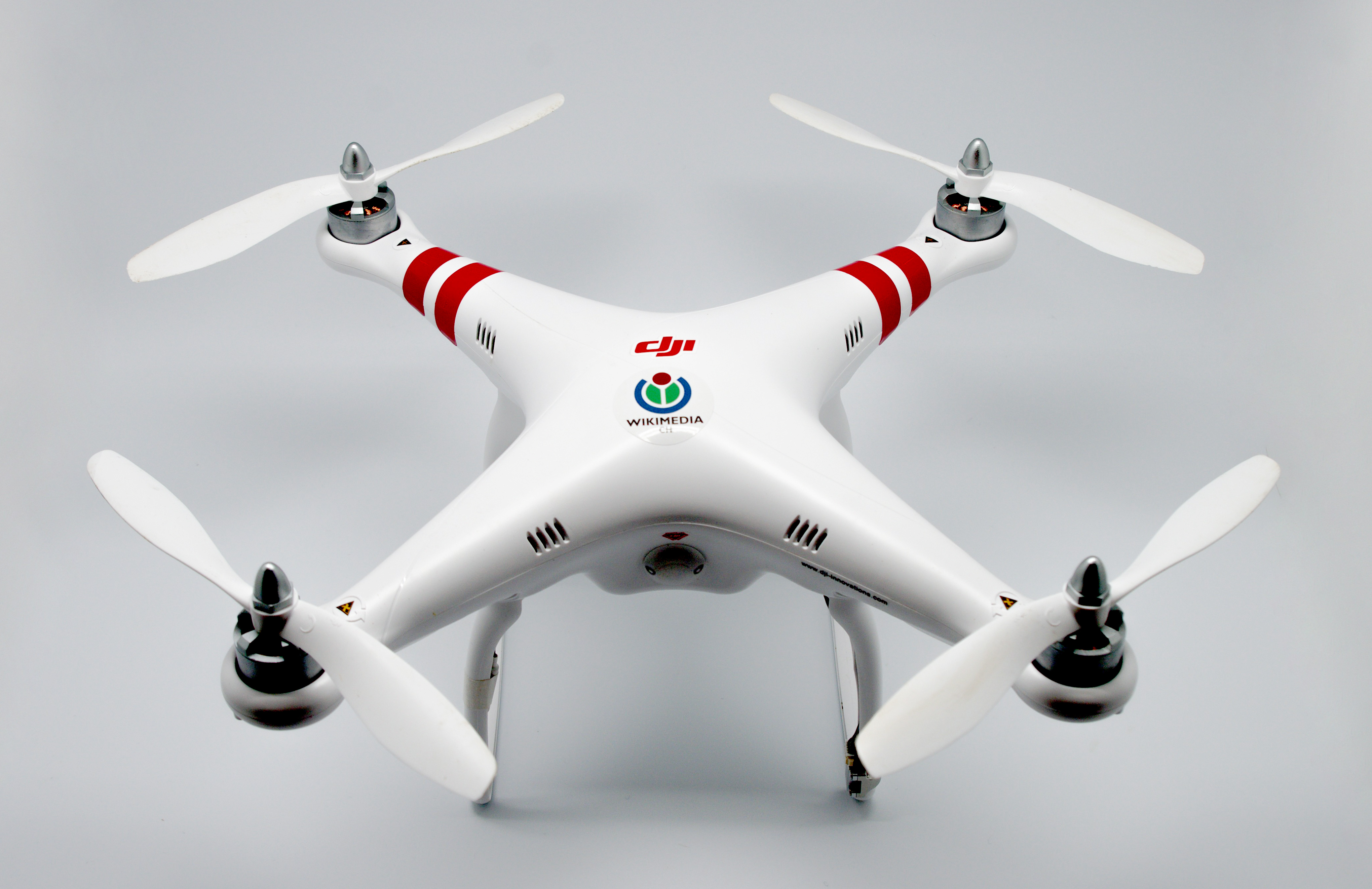
DJI Phantom

DJI Phantom — перший квадрокоптер серії Phantom, представлений в січні 2013 року. В першу чергу він був розрахований на спільне використання з камерами GoPro. Тривалість польоту становила менше 10 хвилин.

## Phantom 2

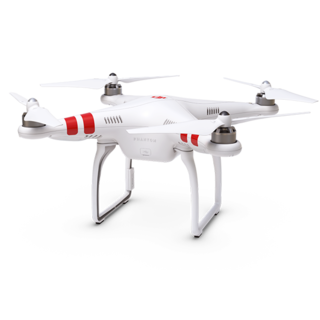
DJI Phantom 2

DJI Phantom 2 представлений в грудні 2013 року. Оновлена версія отримала функцію автоповернення додому. Було збільшено швидкість і тривалість польоту, вбудований модуль Wi-Fi з'явилася підтримка смартфонів, планшетів, розумних окулярів. Можна дистанційно регулювати нахил камери, її поворот по двох осях.

### Phantom 2 Vision

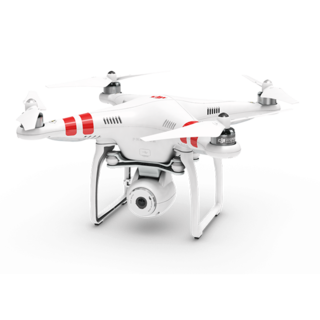
DJI Phantom 2 Vision

DJI Phantom 2 Vision представлений в жовтні 2013 року, оснащується фірмовими камерою і підвісом, здатний вести запис 1080p відео і робити фотографії з роздільною здатністю 14 Мп. У комплекті поставляється з картою microSD на 4 ГБ.

### Phantom 2 Vision+

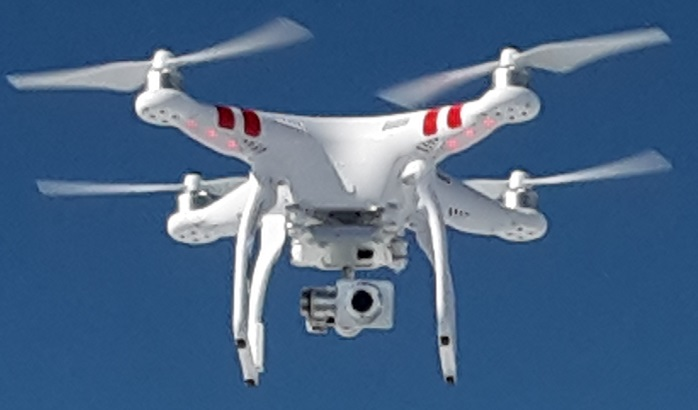
DJI Phantom 2 Vision+

DJI Phantom 2 Vision+ представлений в липні 2014 року, оснащується фірмовими камерою і підвісом, здатний вести запис 1080p відео і робити фотографії з роздільною здатністю 14 Мп. Підвіс з камерою стабілізується по трьох осях. Додано координати регіонів і зон, де заборонені польоти дрона, наприклад, такі як аеропорти.

### Phantom FC40

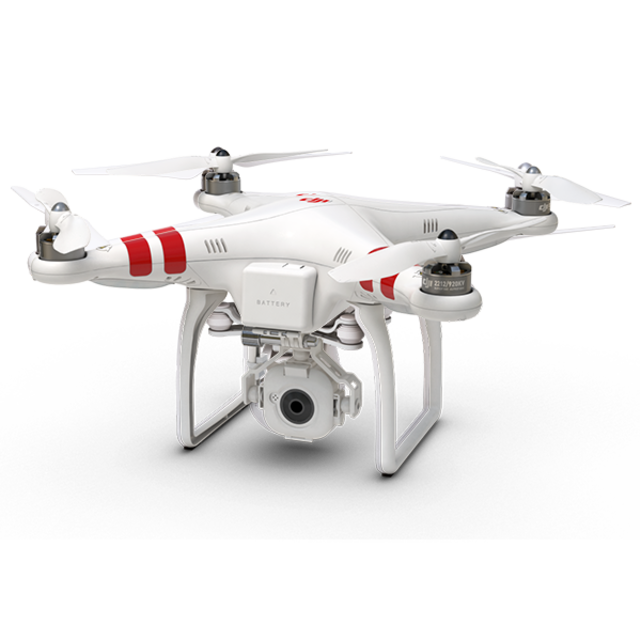
The Phantom FC40

DJI Phantom FC40 представлений в січні 2014 року. Позиціонується як проміжна модель між Phantom 1 і Phantom 2. Як і Phantom 2 Vision і Phantom 2 Vision+ сумісний з додатком для iOS або Android, має Wi-Fi і GPS-модулі. Кут нахилу камери регулюється вручну перед вильотом. Нахил по горизонту можливо регулювати дистанційно під час польоту.

## Phantom 3

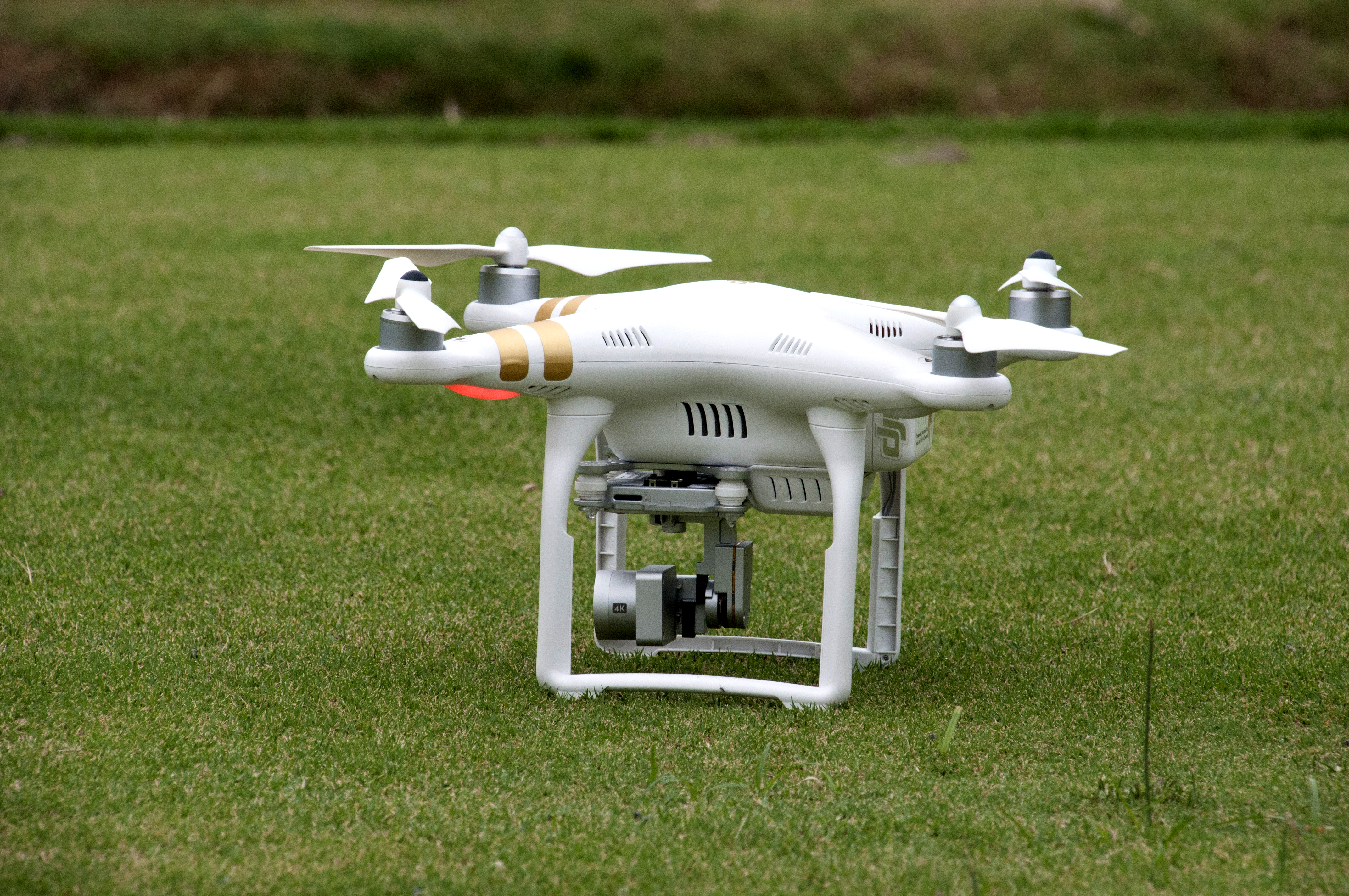
DJI Phantom 3 Professional

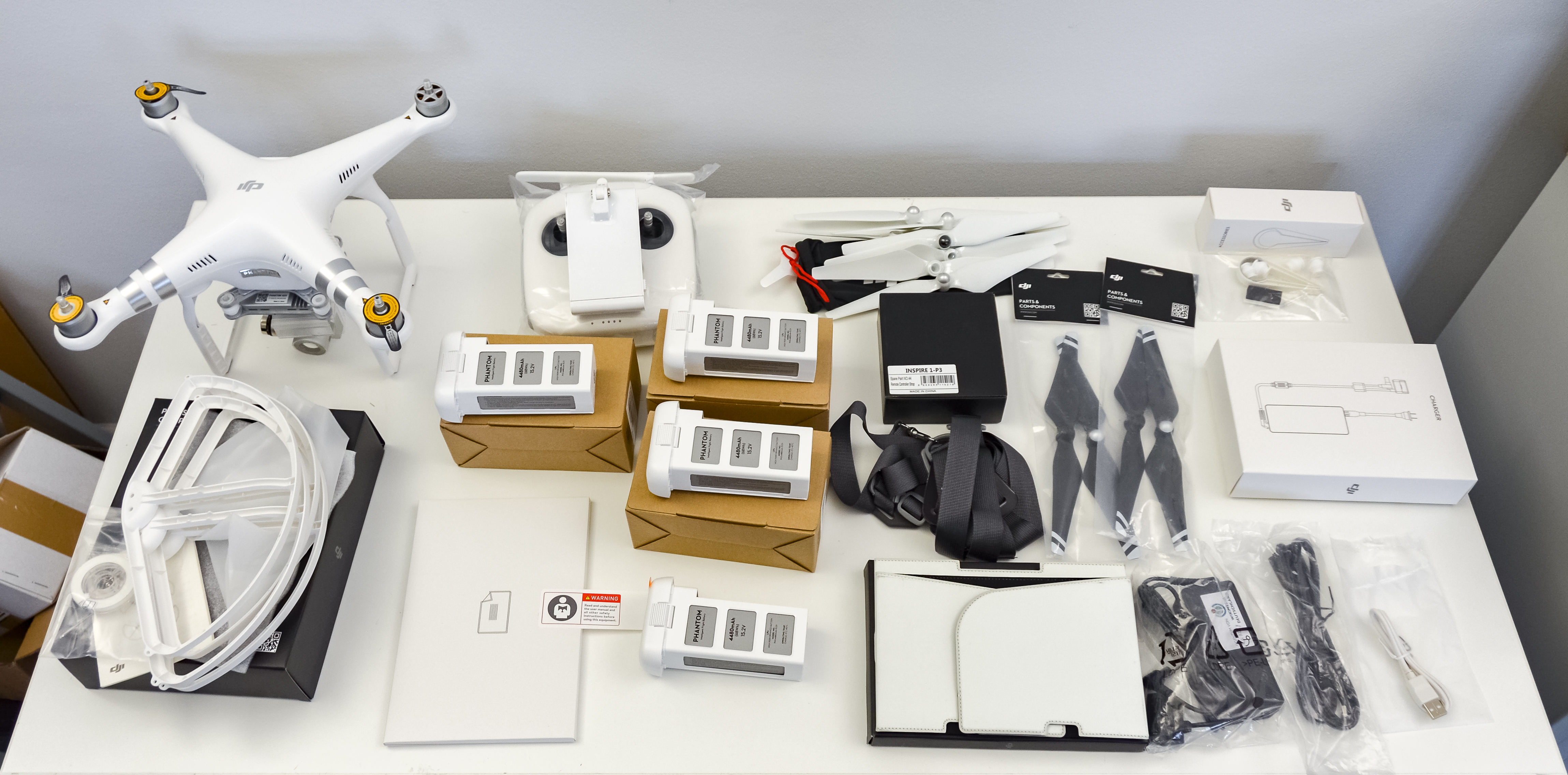
DJI Phantom Advanced 3 з аксесуарами

DJI Phantom має 3 модифікації Advanced, Professional і 4K. Здатний вести запис відео у 4K і робити фотографії з роздільною здатністю 12 Мп.

### Standard
DJI Phantom 3 Standard був представлений в серпні 2015 року. Є найдешевшою модифікацією DJI Phantom 3. Здатна вести запис відео у 2,7 К. Відсутня підтримка технології передачі сигналу lightbridge.

### Advanced
DJI Phantom 3 Advanced здатна вести запис відео у 2,7 К. зарядний пристрій має потужність в 57 Вт.

### Professional
DJI Phantom 3 Professional здатна вести запис відео у 4K. Швидкий зарядний пристрій має потужність 100 Вт.

## Phantom 4
В березні 2016 року представлений DJI Phantom 4.
Підвищена безпека за рахунок системи обльоту перешкод. Дана модель трохи важча і більша, ніж DJI Phantom 3, але при цьому може здійснювати більш тривалі польоти на великих швидкостях. Максимальна швидкість польоту складає 20 м/с. Під час польоту можлива передача відеосигналу з дрона на пульт управління на дистанції до 7 км.

### Phantom 4 Pro
У листопаді 2016 року представлений DJI Phantom 4 Pro. Має матрицю розміром 1 дюйм і роздільною здатністю в 20 Мп. Додані додаткові датчики і камери, що дозволяє уникати зіткнень за 5 напрямами (крім верхнього). Технологія передачі відеопотоку Lightbridge тепер підтримує частоту 5,8 Гц.
У пульті управління DJI Phantom 4 Pro+ є вбудований екран.

## Використання
У більшості країн світу використання дронів в комерційних цілях все ще є напівлегальним, необхідні регулюючі закони тільки обговорюються або знаходяться на стадії прийняття. Хоча БПЛА вже зараз застосовуються для рішення широкого кола завдань, таких як журналістика, полювання за ураганами, побудова карт рельєфу, охорона навколишнього середовища, сільське господарство, рятувальні роботи, пошуки зниклих, розвідувальні роботи.

## Популярність
Серія квадрокоптеров DJI Phantom стала популярна серед любителів завдяки простому і зрозумілому управлінню, надійності, хорошим льотним характеристикам, якісних камерах і широкій підтримці виробником.
Протягом декількох років стенди з дрона DJI були одними з найпопулярніших на виставці електроніки Consumer Electronics Show (CES).
Співтовариство ентузіастів SkyPixel допомагає власникам дронів у розв'язанні проблем та навчанні.

## Цікаві факти
- З безпілотника DJI Phantom, який у 2014 році подарували українським волонтерам, почалася історія створення Аеророзвідка.
- Однією з найобговорюваніших подій стало падіння у 2015 році DJI Phantom на галявині Білого дому у Вашингтоні.[21][22][23][24][25][26] Після низки таких інцидентів уряди США і країн Євросоюзу ввели заборону на польоти дронів у деяких зонах, таких як аеропорти.[27][28][29]